# Godefroi Cavaignac
Eléonore-Louis-Godefroi Cavaignac (Parigi, 1801 – Parigi, 1845) è stato un politico francese.

## Biografia
Figlio del generale francese Jean-Baptiste Cavaignac, deputato della Convenzione nazionale e di Marie-Julie de Corancez, letterata. fin dalla tenera età fu educato ad occuparsi di politica, cosicché si ritrovò celebre quando aveva ancora solo 20 anni. Profondamente antimonarchico, fu il fulcro del movimento rivoluzionario che portò allo scoppio dei moti del 1830-31.
Deluso dall'ascesa al trono di Luigi Filippo d'Orléans, si fece promotore dei moti del 1832 e fondò l'associazione degli Amis du peuple. Recatosi a Lione per supportarne i ribelli nel 1834, fu catturato dalle forze repressive del governo ed incarcerato.
L'animo indomito portò però Cavaignac a fuggire dalle prigioni ed a recarsi in Inghilterra, a Londra, appena un anno dopo il suo arresto, nel 1835. Attenuatasi la ricerca delle autorità francesi nei suoi confronti, tornò a Parigi nel 1843 e fondò la rivista La Réforme, di impronta antimonarchica. Morì prematuramente nel 1845.